# 上列琴斯基农村居民点
上列琴斯基农村居民点（俄语：Верхнереченское сельское поселение）是俄罗斯联邦伏尔加格勒州涅哈耶夫斯卡亚区所属的一个农村居民点。其下辖有6个居民点，行政中心为上列琴斯基。据2016年统计，该农村居民点的人口为917人。